# Minyriolus
Genre
Minyriolus est un genre d'araignées aranéomorphes de la famille des Linyphiidae.

## Distribution
Les espèces de ce genre se rencontrent en Europe et en Argentine.

## Liste des espèces
Selon World Spider Catalog (version 24.5, 19/01/2024) :
- Minyriolus australis Simon, 1902
- Minyriolus medusa (Simon, 1882)
- Minyriolus phaulobius (Thorell, 1875)
- Minyriolus pusillus (Wider, 1834)

## Systématique et taxinomie
Ce genre a été décrit par Simon en 1884 dans les Theridiidae.

## Publication originale
- Simon, 1884 : Les arachnides de France. Paris, vol. 5, p. 180-885 (texte intégral).